# Apona caschmirensis
Apona caschmirensis is een vlinder uit de familie van de Eupterotidae. De wetenschappelijke naam van de soort is voor het eerst geldig gepubliceerd in 1844 door Kollar.